# Gary N. Bronner
Gary Neil Bronner (* 1. Juni 1961 in Bulawayo, Südrhodesien) ist ein simbabwischer Mammaloge, Biologe und Hochschullehrer. Sein Forschungsschwerpunkt ist die Familie der Goldmulle (Chrysochloridae).

## Leben
Bronner ist der Sohn von George Bronner und Emma Helena Jenkins, geborene Dominick. 1984 erlangte er den Bachelor of Science an der Universität von Natal in Durban, 1985 erhielt er einen Bachelor of Science mit Auszeichnung und 1986 den Master of Science an derselben Universität. Von 1989 bis 1991 war er Kurator und von 1991 bis 1996 war er leitender Kurator der Säugetierabteilung am Transvaal Museum in Pretoria. 1995 wurde er mit Dissertation System revision of the golden mole genera Amblysomus, Chlorotalpa and Calcochloris (Insectivora: Chrysochloromorpha; Chrysochloridae) zum Ph.D. an der Universität von Natal promoviert. Im Rahmen seiner Studien führte er intensive morphometrische und zytogenetische Analysen durch, worauf auch weitgehend die heutige systematische Gliederung der Goldmulle auf Art- und Gattungsebene basiert.
Von 1996 bis 1999 war er Senior Lecturer, seit 1999 ist er außerordentlicher Professor an der Nordwest-Universität und seit 2000 ist er außerordentlicher Professor an der Universität Kapstadt.
1997 erhielt Bronner ein Forschungsstipendium vom Anglo-American/DeBeers Educational Trust in Johannesburg, von 1997 bis 1998 Forschungszuschüsse von der Foundation Research and Development sowie 1999 von National Research Foundation in Pretoria.
Bronner ist Mitglied der American Society of Mammalogists, der Royal Society of South Africa sowie der IUCN/SSC Afrotheria Working Group.
2005 schrieb Bronner den Beitrag über die Ordnung Afrosoricida im Werk The Mammals of the Southern African Sub-region von John D. Skinner. Im selben Jahr war er an der dritten Auflage von  Mammal Species of the World von Don E. Wilson und DeeAnn M. Reeder und 2013 am sechsbändigen Werk Mammals of Africa von Jonathan Kingdon beteiligt.
Bronner ist Erstbeschreiber des Robusten Goldmulls (Amblysomus robustus) sowie der Unterart Amblysomus hottentotus meesteri des Hottentotten-Goldmulls.